# 纳雅克
纳雅克（法語：Najac，法語發音：[naʒak]）是法国阿韦龙省的一个市镇，位于该省西部，阿韦龙河河谷当中，属于鲁埃格自由城区。

## 地理
纳雅克（44°13'12"N, 1°58'45"E）面积53.88 平方千米，位于法国奧克西塔尼大區阿韦龙省，该省份为法国南部内陆省份，位于法國中央高原南部，北起顺时针与康塔爾省、洛泽尔省、加尔省、埃罗省、塔恩省、塔恩-加龙省和洛特省接壤。
与纳雅克接壤的市镇（或旧市镇、城区）包括：拉富亚德、蒙泰伊、圣安德烈德纳雅克、卡斯塔内、日纳勒、拉盖皮、瓦朗、韦尔费伊。

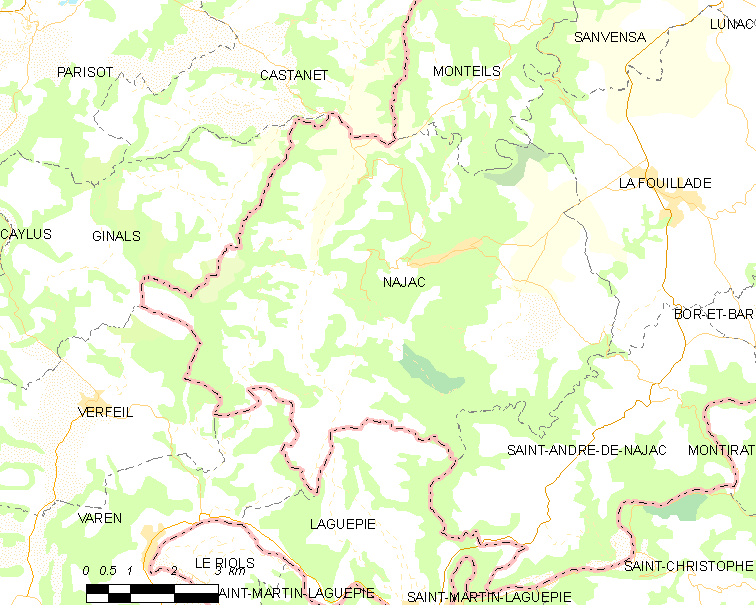
纳雅克的OSM定位图

纳雅克的时区为UTC+01:00、UTC+02:00（夏令时）。

## 行政
纳雅克的邮政编码为12270，INSEE市镇编码为12167。

## 政治
纳雅克所属的省级选区为阿韦龙-塔恩县。

## 人口

1962-2008年间纳雅克人口变化图示

纳雅克于2022年1月1日时的人口数量为736人。